# Pipunculus albidus
Pipunculus albidus är en tvåvingeart som beskrevs av Skevington 1998. Pipunculus albidus ingår i släktet Pipunculus och familjen ögonflugor. Inga underarter finns listade i Catalogue of Life.